# Винтербергер, Александр
Александр Винтербергер (нем. Alexander Winterberger; 14 августа 1834, Веймар — 23 сентября 1914, Лейпциг) — немецкий органист и композитор.

## Биография
Александр Винтербергер родился 14 августа 1834 года в Веймаре. Учился у веймарского органиста Иоганна Готлоба Тёпфера, а затем у Ференца Листа.
Более всего известен как первый исполнитель двух главных органных сочинений Листа — Фантазии и фуги на тему хорала Ad nos, ad salutarem undam (29 октября 1852) и Фантазии и фуги на тему B-A-C-H (13 мая 1856). Эти же сочинения затем широко исполнял в разных городах Германии, на гастролях в Нидерландах и др. Кроме того, 31 августа 1856 года Винтербергер исполнял партию органа на премьере Гранской мессы Листа в ходе инаугурации Базилики Святого Адальберта в Эстергоме (Гране), дирижировал автор.
В дальнейшем Винтербергер работал в Лейпциге, преподавал, был музыкальным обозревателем газеты «Leipziger Neuesten Nachrichten». Ему принадлежит ряд песен (в том числе на стихи Генриха Гейне), фортепианные и органные сочинения.
Александр Винтербергер умер 23 сентября 1914 года в городе Лейпциге.